# Małgorzata Kopczyńska
Małgorzata Maria Kopczyńska, (ur. 1972 w Poznaniu) – polska rzeźbiarka i kurator sztuki, doktor habilitowana sztuk plastycznych, profesor uczelni oraz kierownik Pracowni Projektowania Form Przestrzennych i Struktur Architektonicznych Akademii Sztuki w Szczecinie.

## Życiorys

### Wykształcenie i praca akademicka
Ukończyła studia na Wydziale Rzeźby Akademii Sztuk Pięknych w Poznaniu w pracowni profesora Olgierda Truszyńskiego w 1997. W 2010 na Uniwersytecie Artystycznym w Poznaniu uzyskała stopień naukowy doktora nauk o sztukach pięknych. Na podstawie oceny dorobku naukowego oraz pracy habilitacyjnej "Drony/Agenezja" na Wydziale Rzeźby i Intermediów Akademii Sztuk Pięknych w Gdańsku uzyskała stopień doktora habilitowanego sztuk plastycznych w dziedzinie sztuki piękne (2016).
Od 2010 związana zawodowo z Akademią Sztuki w Szczecinie, gdzie w latach 2011–2014 była kuratorką Galerii Rektorskiej, zaś w latach 2014–2017 założycielką i kuratorką Galerii R+. W latach 2010–2020 prowadziła tam Pracownię Rzeźby i Transformacji Cyfrowych, a obecnie (2024) kieruje Pracownią Form Przestrzennych na Wydziale Architektury Wnętrz. W 2019 pełniła funkcję dziekana Kolegium Sztuk Wizualnych na Akademii Sztuki w Szczecinie, we wcześniejszych latach pełniła funkcję prodziekana Wydziału Sztuk Wizualnych. 
Była związana z Instytutem Sztuk Wizualnych Uniwersytetu Zielonogórskiego. Uczyła rzeźby w Państwowym Liceum Sztuk Plastycznych im. Piotra Potworowskiego w Poznaniu. Prowadziła Pracownię Rzeźby na Wydziale Artystycznym Wyższej Szkoły Umiejętności Społecznych w Poznaniu.

### Działalność kuratorska
Oprócz działalności dydaktyczno-kuratorskiej na Akademii Sztuki w Szczecinie, organizuje autorskie projekty wystawiennicze, między innymi Lapidarium w Centrum Kultury "Zamek" w Poznaniu, Sculptura Liberalis w Galerii "U Jezuitów" w Poznaniu, międzynarodową wystawę Waterfalls w Starym Browarze, Synergia w Miejskim Ośrodku Sztuki w Gorzowie Wielkopolskim, cykl wystaw Miasto Kobiet w Muzeum Techniki i Komunikacji w Szczecinie, Idealiści i Prowokatorzy w Galerii Miejskiej BWA w Bydgoszczy, Archetypy rzeźby. Rysunek i grafika. Józef Kopczyński w Centrum Rzeźby Polskiej w Orońsku.

### Twórczość

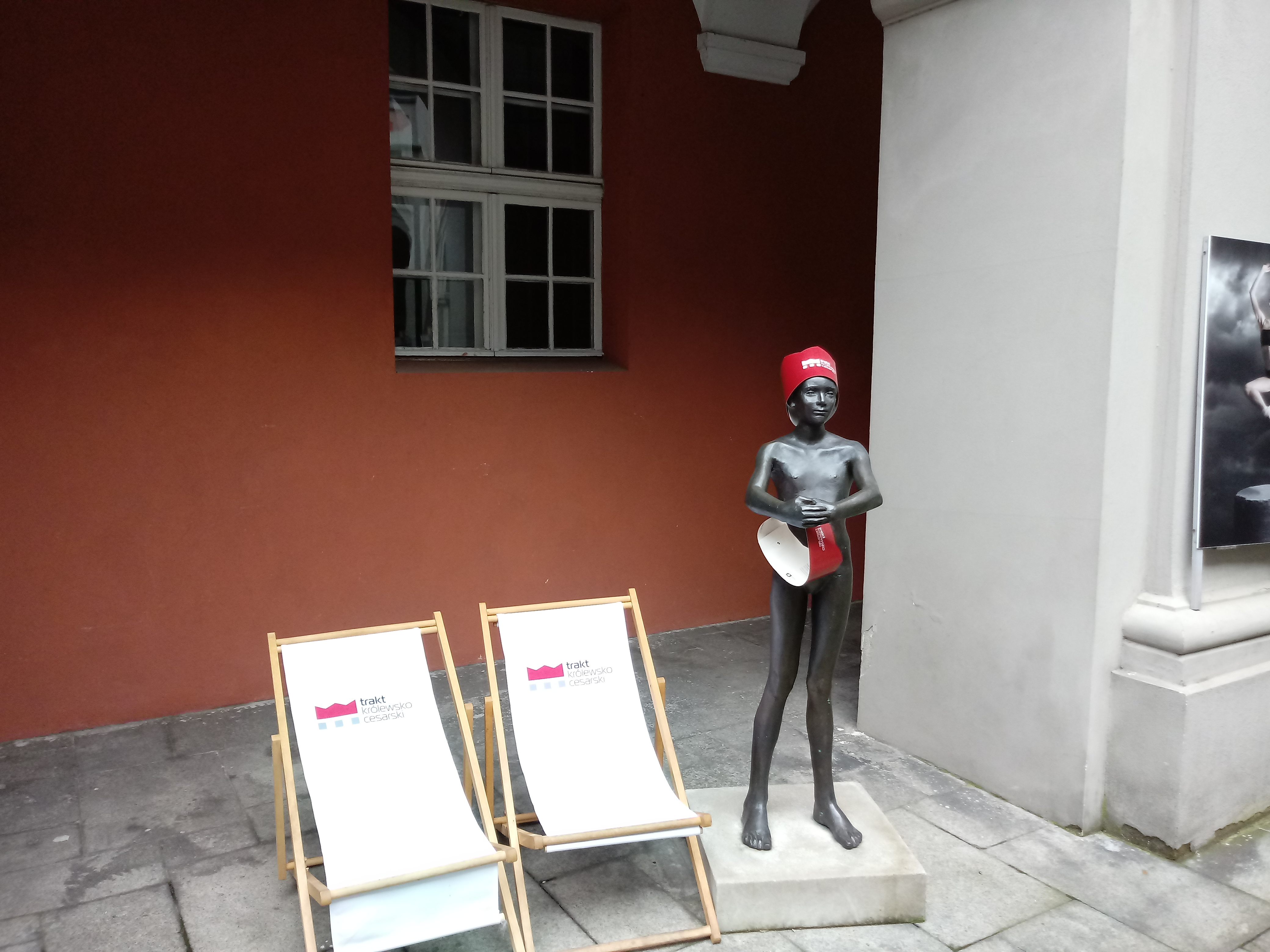
Rzeźba Tancerka na dziedzińcu Szkoły Baletowej w Poznaniu (2017).

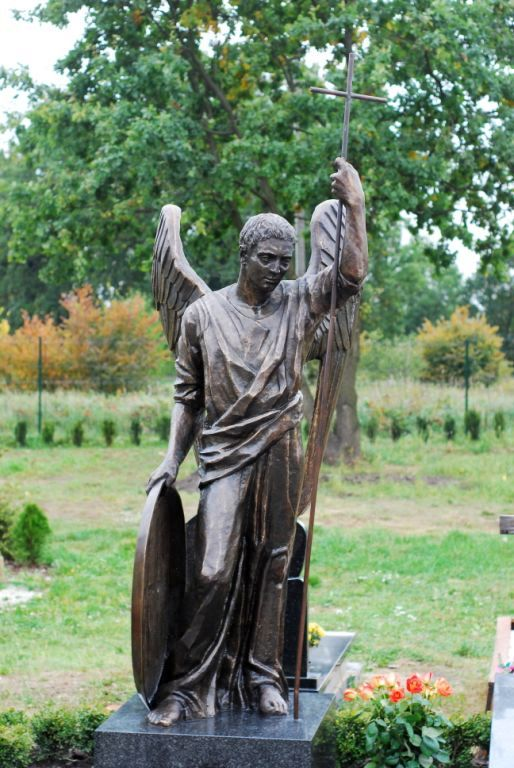
Figura anioła z pomnika nagrobnego w Poznaniu (2008).

Jest autorką rzeźb i instalacji. Brała udział w indywidualnych wystawach w Poznaniu (Art Stations Foundation, Galeria Miejska Arsenał), Koninie, Szczecinie, Łodzi (Galeria Kobro) i Warszawie (Galeria Krytyków "Pokaz", Mazowiecki Instytut Kultury), oraz w krajowych i zagranicznych (Francja, Niemcy, Holandia i Japonia) wystawach zbiorowych, m.in. Zmiana warty. Młoda sztuka w Starym Browarze (2005), Preludium. Rzeźba w mieście, plac Wolności w Poznaniu (2008). 
Jest autorką rzeźby Tancerka (2007) znajdującej się w zbiorach Wielkopolskiego Towarzystwa Zachęty Sztuk Pięknych, która jest obecnie eksponowana na zabytkowym dziedzińcu Szkoły Baletowej na Starym Mieście w Poznaniu, a także figury anioła z pomnika nagrobnego na cmentarzu parafii Matki Bożej Pocieszenia w Poznaniu (2008). 
Jest autorką statuetek, m.in.: Nagrody Arteonu 2002 dla miesięcznika o sztuce Arteon, Architekt Roku 2005 dla Stowarzyszenia Architektów Polskich, Międzynarodowego Konkursu Satyrycznego Papkinada, statuetki jubileuszowej dla Stefana Stuligrosza (2010), oraz Fenomenu "Przekroju" dla tygodnika Przekrój (wraz z Józefem Kopczyńskim).

### Życie prywatne
Jest córką rzeźbiarza i profesora poznańskiej ASP, Józefa Kopczyńskiego (1930-2006), oraz Pelagii Wojewody (1931-2025), rzeźbiarki i wykładowczyni Studium Rzeźby na Wydziale Architektury Politechniki Gdańskiej. Artystą plastykiem jest również brat, Paweł Kopczyński. Jest matką trzech synów.